# Brentwood (Tennessee)
Brentwood – miasto w Stanach Zjednoczonych, w stanie Tennessee, w hrabstwie Williamson. Przedmieście w obszarze metropolitalnym Nashville, leżące mniej jak 20 kilometrów na południe od centrum miasta. W latach 2000–2020 populacja miasta prawie się podwoiła (wzrost o 93,5%). 
Z dochodem gospodarstwa domowego 184 720 dolarów, jest najbogatszym miastem stanu Tennessee i należy do 50. najbogatszych miast Stanów Zjednoczonych.
W latach czterdziestych XX wieku Maryland Farms stało się miejscem wystawowym koni rasy Tennessee Walker, w tym amerykańskich koni wierzchowych. W latach 70. i 80. teren został przekształcony w park biznesowy i obecnie jest to kompleks biurowy, w którym swoje siedziby ma wiele korporacji.

## Ludność
Zdecydowana większość mieszkańców (81,5%) to biali niebędący Latynosami. Mieszkańcy deklarują głównie pochodzenie angielskie (19,4%), niemieckie (14%), irlandzkie (9%), „amerykańskie” (7,6%), szkockie lub szkocko–irlandzkie (5,5%), włoskie (4,7%), afroamerykańskie lub afrykańskie (4,1%), latynoskie (3,7%) i hinduskie (3,3%). 
Średni dochód gospodarstwa domowego (dane z 2023) w Brentwood wynosi 184 720 dolarów, zaś dochód na mieszkańca 87 589 dolarów. 2,5% mieszkańców żyje poniżej relatywnej granicy ubóstwa.